# ميكلوس مالك
ميكلوس مالك (بالإنجليزية: Miklós Malek)‏ هو عازف بيانو وكاتب أغاني وملحن أمريكي، ولد في 15 أبريل 1975 في بودابست في المجر.

## وصلات خارجية
- ميكلوس مالك على موقع IMDb (الإنجليزية)